# 無情荒地有琴天
無情荒地有琴天（Hilary and Jackie，臺譯「無情荒地有琴天」，港譯「她比煙花寂寞」，星譯「姐妹花」）是由阿南德·塔克所執導的1998年英國傳記電影，根據大提琴家杰奎琳·杜·普蕾的姊姊希拉蕊與哥哥皮耶合寫的回憶錄《狂戀大提琴》改編，描述杰奎琳·杜·普蕾的一生。
本片於1999年獲奧斯卡金像獎提名最佳女主角、最佳女配角，得到英國獨立電影獎最佳女主角，英國獨立電影獎最佳導演等多項殊榮。

## 故事大綱
賈桂琳·杜·普蕾是一名大提琴神童，在五歲時就嶄露頭角，她迅速成名而且在世界各地巡迴演出，但心神也因此感到孤寂與勞累。她的姐姐希拉蕊也是一名音樂家（長笛手）但卻不像妹妹一樣光鮮亮麗，而是嫁給了同為音樂家的芬濟，過著幸福單純的家庭生活。妹妹十分嚮往姐姐那單純的生活，便向姐姐提出分享丈夫的請求。

## 演員
- 艾蜜莉·華森 飾演 杰奎琳·杜·普蕾
- Rachel Griffiths 飾演 希拉里·杜·普蕾
- 詹姆士·弗萊恩 飾演 丹尼爾·巴倫波因
- 大衛·莫瑞賽 飾演 克里斯多福·芬濟
- 查爾斯·丹斯 飾演 德瑞克·杜·普蕾

## 外部連結
- 互联网电影数据库（IMDb）上《她比煙花寂寞》的资料（英文）
- 爛番茄上關於本片的資料 （页面存档备份，存于）